# Гистерезис
Гистере́зис (от греч. ὑστέρησις — отставание, запаздывание) — свойство физической, биологической и т. д. системы, заключающееся в неоднозначности зависимости величины, характеризующей её состояние, от величины, характеризующей внешние условия, и проявляющееся в том числе при предельно медленном изменении последней.
Поведение системы на интервале времени во многом определяется предысторией, то есть совокупностью состояний, в которых система побывала в предшествующие моменты. При этом скорость прохождения таких состояний не имеет принципиального значения. Если же эта скорость существенна и, чем медленнее процесс, тем слабее изменения, то мы имеем дело не с гистерезисом, а с инерционностью — то есть с монотонным противодействием системы попытке изменения её состояния. Так бывает, допустим, при слишком быстрой записи вольт-амперной характеристики.
Хрестоматийным примером гистерезиса является ситуация, когда роль описывающей состояние объекта величины играет намагниченность, а роль характеризатора внешних условий — напряжённость магнитного поля. Но гистерезисное поведение присуще и большому количеству других систем. Для гистерезиса характерны явление «насыщения», а также неодинаковость «траекторий» между крайними состояниями (отсюда наличие выраженной петли на графиках). 

## В физике
Наибольший интерес представляют магнитный гистерезис, сегнетоэлектрический гистерезис и упругий гистерезис.

### Магнитный гистерезис
Магнитный гистерезис — явление зависимости вектора намагниченности M и вектора магнитной индукции B в веществе не только от напряжённости H приложенного внешнего поля, но и от предыстории данного образца. Магнитный гистерезис обычно проявляется в ферромагнетиках — Fe, Co, Ni и сплавах на их основе, таких как сплав самария с кобальтом, альнико, сплав железа, бора и неодима, и так далее, в магнитомягких сплавах, таких как электротехническая сталь, пермаллой, сендаст, ферриты выражен слабее из-за более узкой петли гистерезиса. Магнитным гистерезисом объясняется существование постоянных магнитов.
Зависимости M(H) и B(H) имеют вид петли, размах которой по вертикали зависит от ширины диапазона изменения напряжённости поля H. При {\displaystyle H\to \pm \infty } величина M насыщается, и поэтому кривая M(H) выходит на горизонтальный, а B(H) — на наклонный (const + {\displaystyle \mu _{0}H}) участок. Поскольку обычно const {\displaystyle \gg \mu _{0}H}, наклон кривой B(H) при высоких |H| оказывается малым и можно ввести некую «индукцию насыщения» Bsat — чуть повыше помеченной на рисунке остаточной намагниченности BR — хотя, строго говоря, рост продолжается. 
Явление магнитного гистерезиса возникает не только при изменении поля H по величине и знаку, но и при его вращении (гистерезис магнитного вращения), что соответствует отставанию (задержке) в изменении направления M с изменением направления H. Гистерезис магнитного вращения возникает также при повороте образца относительно фиксированного направления H.
Теория явления гистерезиса учитывает конкретную магнитную доменную структуру образца и её изменения в ходе намагничивания и перемагничивания. Эти изменения обусловлены смещением доменных границ и ростом одних доменов за счёт других, а также разворачиванием вектора намагниченности в доменах под действием внешнего магнитного поля. Всё, что задерживает эти процессы и способствует попаданию магнетиков в метастабильные состояния, может служить причиной магнитного гистерезиса.
В однодоменных ферромагнитных частицах (в частицах малых размеров, в которых образование доменов энергетически невыгодно) могут идти только процессы вращения M. Этим процессам препятствует магнитная анизотропия различного происхождения (анизотропия самого кристалла, анизотропия формы частиц и анизотропия упругих напряжений). Благодаря анизотропии, M как будто удерживается некоторым внутренним полем {\displaystyle H_{A}} (эффективным полем магнитной анизотропии) вдоль одной из осей лёгкого намагничивания, соответствующей минимуму энергии. Магнитный гистерезис возникает из-за того, что два направления M (по и против) этой оси в магнитоодноосном образце или несколько эквивалентных (по энергии) направлений М в магнитомногоосном образце соответствуют состояниям, отделённым друг от друга потенциальным барьером (пропорциональным {\displaystyle H_{A}}). При перемагничивании однодоменных частиц вектор M рядом последовательных необратимых скачков поворачивается в направлении H. Такие повороты могут происходить как однородно, так и неоднородно по объёму. При однородном вращении M коэрцитивная сила {\displaystyle H_{c}\approx H_{A}}. Более универсальным является механизм неоднородного вращения M. Однако наибольшее влияние на {\displaystyle H_{c}} он оказывает в случае, когда основную роль играет анизотропия формы частиц. При этом {\displaystyle H_{c}} может быть существенно меньше эффективного поля анизотропии формы.

### Сегнетоэлектрический гистерезис
Сегнетоэлектрический гистерезис — явление зависимости вектора поляризованности P и вектора электрического смещения D в веществе не только от напряжённости E приложенного внешнего поля, но и от предыстории данного образца. Перечисленные величины связаны как {\displaystyle \mathbf {D} =\varepsilon _{0}\mathbf {E} +\mathbf {P} } (в системе СИ; {\displaystyle \varepsilon _{0}} — электрическая постоянная). Сегнетоэлектрическим гистерезисом объясняется существование электретов. Аналогично тому как в ферромагнетике реализуется неоднозначная петлеобразная зависимость M(H) и B(H), в случае сегнетоэлектрика наблюдается петля гистерезиса P(E) и D(E) при циклическом изменении поля E. Сегнетоэлектрические кристаллы обладают — в определённом температурном интервале — спонтанной (самопроизвольной, возникающей в отсутствие внешнего электрического поля) электрической поляризацией PR. Направление поляризации может быть изменено электрическим полем, а зависимость P(E) в полярной фазе неоднозначна, значение P при данном E зависит от предыстории, то есть от того, каким было электрическое поле в предшествующие моменты времени. Основные параметры сегнетоэлектрического гистерезиса:
- остаточная поляризованность PR (она же остаточное смещение DR, ибо речь идёт о режиме {\displaystyle \mathbf {E} =0});
- значение поля E_C (коэрцитивное поле) при котором происходит переполяризация.

При больших {\displaystyle |E|} кривая P(E) становится строго горизонтальной, а D(E) — почти (!) горизонтальной; хотя этот участок помечен как насыщение Ds, рост продолжается (аналогичная ситуация была выше с кривой B(H)).

### Упругий гистерезис
В теории упругости явление гистерезиса наблюдается в поведении упругих материалов, которые под воздействием больших давлений способны сохранять деформацию и утрачивать её при воздействии обратного давления (например, вытягивание сжатого стержня). Во многом именно это явление объясняет анизотропию механических характеристик кованых изделий, а также их высокие механические качества.
Различают два вида упругого гистерезиса — динамический и статический.
Динамический гистерезис наблюдают при циклически изменяющихся напряжениях, максимальная амплитуда которых существенно ниже предела упругости. Причиной этого вида гистерезиса является неупругость либо вязкоупругость. При неупругости, помимо чисто упругой деформации (отвечающей закону Гука), имеется составляющая, которая полностью исчезает при снятии напряжений, но с некоторым запаздыванием, а при вязкоупругости эта составляющая со временем исчезает не полностью. Как при неупругом, так и вязкоупругом поведении величина {\displaystyle \Delta U} — энергия упругой деформации — не зависит от амплитуды деформации и меняется с частотой изменения нагрузки. Также динамический гистерезис возникает в результате термоупругости, магнитоупругих явлений и изменения положения точечных дефектов и растворённых атомов в кристаллической решётке тела под влиянием приложенных напряжений.

## В электронике и электротехнике
В электронике и электротехнике используются устройства, обладающие магнитным гистерезисом — различные магнитные носители информации, или электрическим гистерезисом, например, триггер Шмитта или гистерезисный двигатель.
Гистерезис используется для подавления шумов (быстрых колебаний, дребезга контактов) в момент переключения логических сигналов.
В электронных приборах всех видов наблюдается явление теплового гистерезиса: после нагрева прибора и его последующего охлаждения до начальной температуры его параметры не возвращаются к начальным значениям. Из-за неодинакового теплового расширения кристаллов полупроводников, кристаллодержателей, корпусов микросхем и печатных плат в кристаллах возникают механические напряжения, которые сохраняются и после охлаждения. Явление теплового гистерезиса наиболее заметно в прецизионных источниках опорного напряжения, используемых в измерительных аналого-цифровых преобразователях. В современных микросхемах относительный сдвиг опорного напряжения вследствие теплового гистерезиса составляет порядка 10—100 ppm.

## В биологии
Гистерезисные свойства характерны для скелетных мышц млекопитающих.
В экологии популяций система «хищник — жертва» обладает гистерезисом и/или запаздыванием численного отклика хищника (см. популяционные волны).

## В почвоведении и геологии
Основная гидрофизическая характеристика почвы обладает гистерезисом.
Практический интерес также представляет запаздывание изменения температуры грунта на различных глубинах от колебаний температуры воздуха. Осенью и в начале зимы когда температура воздуха опускается ниже нуля, накопленное грунтом за тёплый сезон тепло ещё остаётся в грунте. Это создаёт благоприятные условия для использования грунтовых тепловых насосов для отопления.

## В гидрологии
Зависимость Q=f(H) — связь расходов и уровней воды в реках — имеет петлеобразную форму.

## В экономике
Некоторые экономические системы проявляют признаки гистерезиса: например, могут потребоваться значительные усилия, чтобы начать экспорт в какой-либо отрасли, но для его поддержания на постоянном уровне — небольшие.
В теории игр эффект гистерезиса проявляется в том, что небольшие отличия по одному или нескольким параметрам приводят две системы в противоположные стабильные равновесия, например, «хорошее» — доверие, честность и высокое благосостояние; и «плохое» — воровство, недоверие, коррупция и бедность. Несмотря на небольшие первоначальные различия, системы требуют огромных усилий для перехода из одного равновесия в другое.
Эффект гистерезиса — состояние безработицы. Достигнув достаточно высокого уровня, она может в определенной мере самовоспроизводиться и удерживаться на нём. Экономические причины гистерезиса (долгосрочной негибкости рынка труда) неоднозначны. Некоторые институциональные факторы ведут к гистерезису. Например, социальное страхование, особенно страхование по безработице, может через налоговую систему снижать спрос фирм на рабочую силу в официальной экономике.
Безработица может вести к потере человеческого капитала и к «помечиванию» тех, кто долгое время остается безработным. Профсоюзы могут вести переговоры с целью поддерживать благосостояние их настоящих членов, игнорируя интересы аутсайдеров, оказавшихся безработными. Фиксированные издержки, связанные со сменой должности, места работы или отрасли, также могут приводить к гистерезису.
Наконец, возможны трудности при различении реальных и кажущихся явлений гистерезиса, когда конечное состояние системы определяется её текущей динамикой или её начальным состоянием. В первом случае гистерезис отражает наше незнание: добавив недостающие переменные и информацию, можно более полно описать эволюцию изучаемой системы. Другая интерпретация явления гистерезиса — простое существование нескольких состояний равновесия, когда невидимые воздействия перемещают экономику из одного состояния равновесия в другое.

## В социологии
Формирование общественного мнения и управление им никогда не осуществляется мгновенно. Всегда есть какая-то задержка. Это связано с полным или частичным отказом от стереотипного традиционного мышления и необходимостью «поддаться» в определенных случаях переубеждению и следованию новым взглядам, которые формируются определёнными субъектами. В качестве субъектов формирования общественного мнения и управления им могут выступать государство, партии, общественные организации, их лидеры, руководители и управленцы различного уровня и др.
В характере формирования общественного мнения важно учитывать два существенных обстоятельства.
Одно из них указывает на взаимосвязь приложенных усилий субъектом влияния и достигнутым результатом. Уровень затраченной субъектом просветительской и пропагандистской работы можно соотносить с уровнем «намагниченности» (степенью вовлеченности в новую идею) объекта-носителя общественного мнения, социальной группы, коллектива, социальной общности или общества в целом; при этом может обнаружиться некоторое отставание объекта от субъекта. Переубеждение, в том числе с предполагаемыми деструктивными последствиями, далеко не всегда проходит успешно. Оно зависит от собственных моральных ценностей, обычаев, традиций, характера предыдущего воспитания, от этических норм, доминирующих в обществе и т. д.
Второе обстоятельство связано с тем, что новый этап формирования общественного мнения можно соотносить с историей объекта, его опытом, его оценкой теми, кто ранее выступал объектом формирования общественного мнения. При этом можно обнаружить, что «точка отсчёта» времени формирования общественного мнения смещается относительно прежней, что является характеристикой самой системы и её текущего состояния.

## В философии
Жиль Делёз использует понятие гистерезиса при характеристике монадологии Лейбница.

## Математические модели гистерезиса
Появление математических моделей гистерезисных явлений обуславливалось достаточно богатым набором прикладных задач (прежде всего в теории автоматического регулирования), в которых носители гистерезиса нельзя рассматривать изолированно, поскольку они являлись частью некоторой системы. В 1960-х годах в Воронежском университете начал работать семинар под руководством М. А. Красносельского, на котором создавалась строгая математическая теория гистерезиса.
Позднее, в 1983 году появилась монография М. А. Красносельского и А. В. Покровского, в которой различные гистерезисные явления получили формальное описание в рамках теории систем: гистерезисные преобразователи трактовались как операторы, зависящие от своего начального состояния как от параметра, определённые на достаточно богатом функциональном пространстве (например, в пространстве непрерывных функций), действующие в некотором функциональном пространстве.